# Wasił Bożikow
Wasił Georgiew Bożikow (bułg. Васил Георгиев Божиков, ur. 2 czerwca 1988 w Goce Dełczewie) – bułgarski piłkarz grający na pozycji środkowego lub lewego obrońcy w słowackim klubie Slovan Bratysława oraz reprezentacji Bułgarii.

## Kariera piłkarska
Swoją karierę piłkarską Bożikow rozpoczynał w juniorach takich klubów jak: Pirin Goce Dełczew, Botew Płowdiw i Botew 2002. Następnie został zawodnikiem klubu Gigant Syedinenie. Grał w nim od 2006 do końca 2008 roku. Na początku 2009 roku trafił do pierwszoligowego Miniora Pernik. W jego barwach występował do zakończenia rundy jesiennej sezonu 2011/2012.
Na początku 2012 roku Bożikow zmienił klub i został piłkarzem Liteksu Łowecz, w którym zadebiutował 22 kwietnia 2012 w zremisowanym 1:1 wyjazdowym meczu z Łudogorcem Razgrad. W Liteksie grał do lata 2015 roku.
W lipcu 2015 roku Bożikow odszedł do tureckiego klubu Kasımpaşa SK, w którym zadebiutował 28 września 2015 w zremisowanym 1:1 domowym meczu z Çaykurem Rizesporem.
W 2017 roku Bożikow został zawodnikiem Slovana Bratysława, w którym zadebiutował 13 sierpnia 2017 w zremisowanym 1:1 domowym meczu z DAC 1904 Dunajská Streda.

## Kariera reprezentacyjna
W reprezentacji Bułgarii Bożikow zadebiutował 25 marca 2016 roku w wygranym 1:0 towarzyskim meczu z Portugalią, rozegranym w Leirii. W 89. minucie tego meczu zmienił Strachiła Popowa.

## Statystyki kariery

### Klubowe
Aktualne na dzień 8 marca 2022
| Klub               | Sezon              | Liga               | Liga  | Liga   | Puchar kraju | Puchar kraju | Kontynentalne | Kontynentalne | Suma  | Suma   |
| Klub               | Sezon              | Poziom             | Mecze | Bramki | Mecze        | Bramki       | Mecze         | Bramki        | Mecze | Bramki |
| ------------------ | ------------------ | ------------------ | ----- | ------ | ------------ | ------------ | ------------- | ------------- | ----- | ------ |
| Gigant Syedinenie  | 2006/2007          | W AFG              | 67    | 1      | —            | —            | —             | —             | 67    | 1      |
| Gigant Syedinenie  | 2007/2008          | W AFG              | 67    | 2      | —            | —            | —             | —             | 67    | 2      |
| Gigant Syedinenie  | Łącznie            | Łącznie            | 67    | 3      | 0            | 0            | 0             | 0             | 67    | 3      |
| Minjor Pernik      | 2008/2009          | A PFG              | 14    | 0      | 1            | 0            | —             | —             | 15    | 0      |
| Minjor Pernik      | 2009/2010          | A PFG              | 23    | 0      | 3            | 0            | —             | —             | 26    | 0      |
| Minjor Pernik      | 2010/2011          | A PFG              | 22    | 0      | 2            | 0            | —             | —             | 24    | 0      |
| Minjor Pernik      | 2011/2012          | A PFG              | 11    | 0      | 0            | 0            | —             | —             | 11    | 0      |
| Minjor Pernik      | Łącznie            | Łącznie            | 70    | 0      | 6            | 0            | 0             | 0             | 76    | 0      |
| Liteks Łowecz      | 2011/2012          | A PFG              | 4     | 0      | 0            | 0            | —             | —             | 4     | 0      |
| Liteks Łowecz      | 2012/2013          | A PFG              | 27    | 0      | 2            | 0            | —             | —             | 29    | 0      |
| Liteks Łowecz      | 2013/2014          | A PFG              | 34    | 0      | 6            | 1            | —             | —             | 40    | 1      |
| Liteks Łowecz      | 2014/2015          | A PFG              | 26    | 1      | 4            | 1            | 4             | 0             | 34    | 2      |
| Liteks Łowecz      | 2015/2016          | A PFG              | 0     | 0      | 0            | 0            | 2             | 1             | 2     | 1      |
| Liteks Łowecz      | Łącznie            | Łącznie            | 91    | 1      | 12           | 2            | 6             | 1             | 109   | 4      |
| Kasımpaşa SK       | 2015/2016          | Süper Lig          | 14    | 0      | 2            | 0            | —             | —             | 16    | 0      |
| Kasımpaşa SK       | 2016/2017          | Süper Lig          | 9     | 0      | 7            | 0            | —             | —             | 16    | 0      |
| Kasımpaşa SK       | Łącznie            | Łącznie            | 23    | 0      | 9            | 0            | 0             | 0             | 32    | 0      |
| Slovan Bratysława  | 2017/2018          | Fortuna Liga       | 27    | 1      | 5            | 1            | 0             | 0             | 32    | 2      |
| Slovan Bratysława  | 2018/2019          | Fortuna Liga       | 24    | 1      | 0            | 0            | 6             | 1             | 30    | 2      |
| Slovan Bratysława  | 2019/2020          | Fortuna Liga       | 17    | 0      | 3            | 0            | 13            | 0             | 35    | 0      |
| Slovan Bratysława  | 2020/2021          | Fortuna Liga       | 23    | 0      | 2            | 0            | 0             | 0             | 25    | 0      |
| Slovan Bratysława  | 2021/2022          | Fortuna Liga       | 11    | 1      | 1            | 0            | 14            | 0             | 26    | 0      |
| Slovan Bratysława  | Łącznie            | Łącznie            | 102   | 3      | 11           | 1            | 33            | 1             | 146   | 5      |
| Łącznie w karierze | Łącznie w karierze | Łącznie w karierze | 353   | 7      | 38           | 3            | 39            | 2             | 430   | 12     |

### Reprezentacyjne
Aktualne na dzień 8 marca 2022
| Bułgaria | Rok     | Mecze | Bramki |
| -------- | ------- | ----- | ------ |
| Bułgaria | 2016    | 5     | 0      |
| Bułgaria | 2017    | 7     | 0      |
| Bułgaria | 2018    | 7     | 0      |
| Bułgaria | 2019    | 7     | 2      |
| Bułgaria | 2020    | 4     | 0      |
| Bułgaria | 2021    | 7     | 0      |
| Bułgaria | Łącznie | 37    | 2      |

## Sukcesy

### Klubowe
Slovan Bratysława
- Mistrzostwo Słowacji: 2018/2019, 2019/2020, 2020/2021
- Zdobywca Pucharu Słowacji: 2017/2018, 2019/2020